# جيري إل. فيلدينغ
جيري إل. فيلدينغ (بالإنجليزية: Jerry L. Fielding)‏ هو سياسي أمريكي، ولد في 1947. حزبياً، نشط في الحزب الجمهوري.